# 施泰沃河
51°44′5.94″N 7°11′28.74″E / 51.7349833°N 7.1913167°E

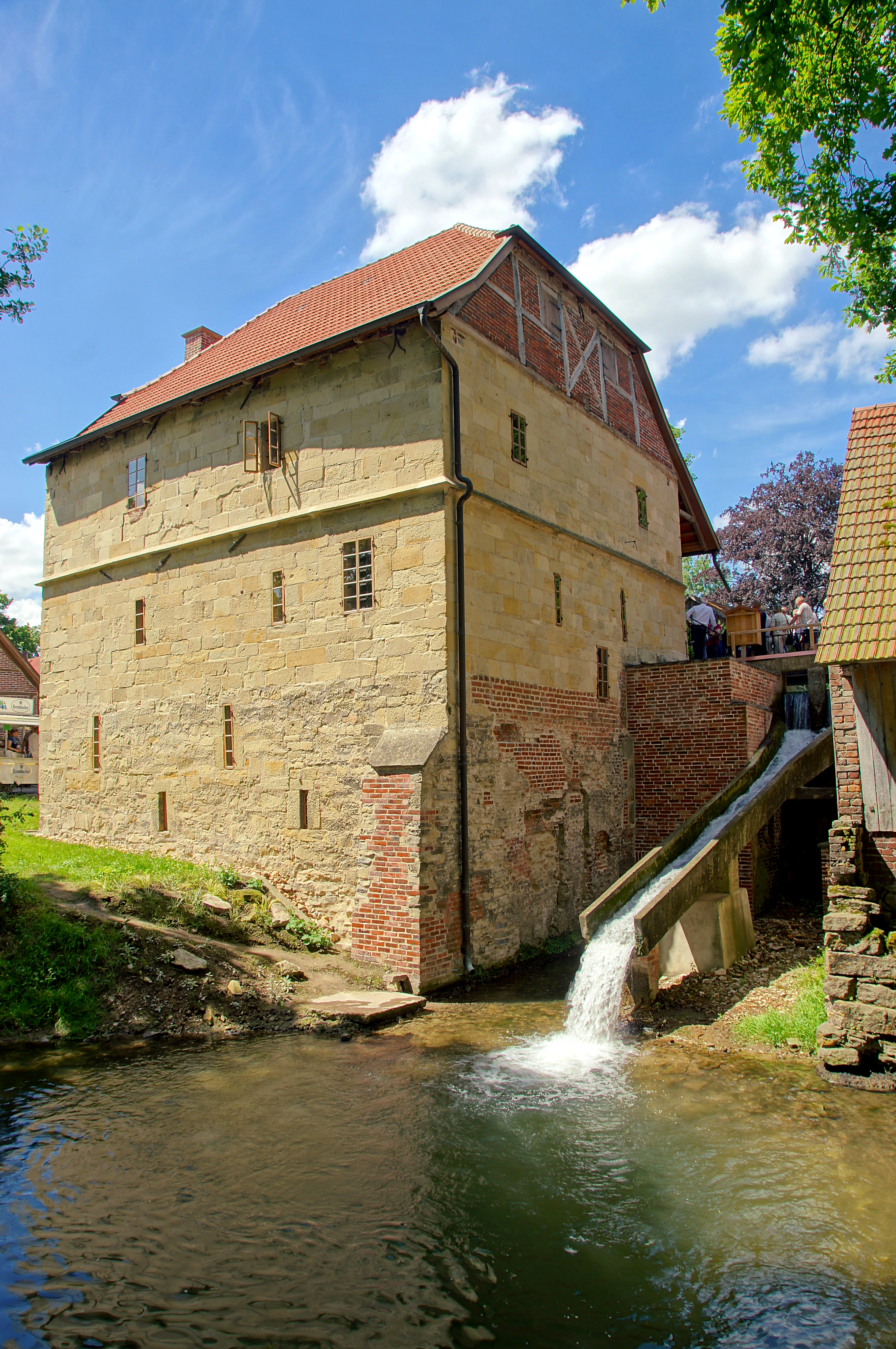

施泰沃河（德語：Stever），是德國的河流，位於該國西部，處於北萊茵-威斯特法倫州，屬於利珀河的右支流，河道全長58公里，流域面積924平方公里。